# فرودگاه دیز لیک
فرودگاه دیز لیک (به انگلیسی: Dease Lake Airport) یک فرودگاه همگانی با کد یاتا YDL است که یک باند فرود آسفالت دارد و طول باند آن ۱٬۸۳۰ متر است. این فرودگاه در کشور کانادا قرار دارد و در ارتفاع ۸۰۳ متری از سطح دریا واقع شده‌است.